# 니클라스 프랑크
니클라스 프랑크(독일어: Niklas Frank, 1939년 3월 9일~ )는 독일의 작가이자  언론인이다. 아버지 한스 프랑크에 대한 친밀하고 강력한 비난의 책으로 가장 잘 알려져 있는데, 그는 독일의 총독이 된 변호사로 2차 세계 대전 동안 폴란드를 점령했다.